# Rubus alterniflorus
Rubus alterniflorus är en rosväxtart som beskrevs av P. J. Müll. och Lefèvre. Rubus alterniflorus ingår i släktet rubusar, och familjen rosväxter. Inga underarter finns listade i Catalogue of Life.